# Košutnjak
Košutnjak (ćirilično: Кошутњак) je ime za šumu i naselje u Beogradu u općinama Čukarica i Rakovica.
Park-šuma i gradsko izletište Košutnjak prostire se na površini od 330 hektara, na nadmorskoj visini od 250 m. Šuma bjelogoričnog i crnogoriočnog drveća ispresijecana je mnogobrojnim stazama.
Vjerojatno je ime Košutnjak nastalo zbog košuta, kojih je nekad ovdje bilo. Sve do 1903. gusta šuma bila je zatvoreno dvorsko lovište, a potom je Košutnjak otvoren i za građane. U Košutnjaku su i dva posebno uređena kompleksa: Pionirski grad, sportsko-rekreativni centar, i Filmski grad s kompleksom ateljea i drugih objekata i uređaja za proizvodnju filmova. Sportsko-rekreativni centar "Košutnjak" ima igrališta za nogomet, atletska natjecanja,  odbojku, košarku, rukomet, pet otvorenih i jedan zatvoren bazen. Za ljubitelje skijanja u Košutnjaku radi ljetna i zimska ski-staza. U podnožju brda, gdje je nekada bilo lovište kneževske obitelji Obrenovića, nalazi se izvor Hajdučka česma. Fakultet sporta i tjelesnog odgoja Sveučilišta u Beogradu nalazi se u Košutnjaku.
U povijesti je poznat kao mjesto ubojstva kneza Mihaila Obrenovića, 29. svibnja 1868. godine.